# Список объектов всемирного наследия ЮНЕСКО в Сингапуре
В списке Всемирное наследие ЮНЕСКО в Сингапуре значится 1 наименование (на 2016 год), это составляет 0,1 % от общего числа (1248 на 2025 год). Сингапур ратифицировал Конвенцию об охране всемирного культурного и природного наследия 19 июня 2012 года.

## Список
В таблице объекты расположены в порядке их добавления в список.
| # | Изображение | Название                                                        | Местоположение     | Время создания | Год внесения в список | №    | Критерии |
| - | ----------- | --------------------------------------------------------------- | ------------------ | -------------- | --------------------- | ---- | -------- |
| 1 |             | Сингапурский ботанический сад (англ. Singapore Botanic Gardens) | Центральный регион | 1882 год       | 2015                  | 1483 | ii, iv   |